# 아사쿠라 렌
아사쿠라 렌(일본어: 浅倉 廉, 2001년 4월 28일~)는 일본의 축구 선수이다.

## 구단 경력
그는 2023년 J2리그의 후지에다 MYFC에 입단했다.